# 傈僳语组
傈僳语组是彝语群下一支语言，首先由邱富元(2012)提出，包括傈僳语和几种彝语。David Bradley (1997)认为傈僳语组属于中部彝语。

## 语言和系属分类

### Lama (2012)
|  | 堂郎语                                                                       |
|  |                                                                              |
|  | \| \| 傈僳语 \| \| \| \| \| \| 腊罗语、拉邬语(+其他他鲁语群语言) \| \| \| \| |
|  |                                                                              |
|  | 傈僳语                                                                       |
|  |                                                                              |
|  | 腊罗语、拉邬语(+其他他鲁语群语言)                                            |
|  |                                                                              |

|  | 傈僳语                            |
|  |                                   |
|  | 腊罗语、拉邬语(+其他他鲁语群语言) |
|  |                                   |

|  | 堂郎语                                                                       |
|  |                                                                              |
|  | \| \| 傈僳语 \| \| \| \| \| \| 腊罗语、拉邬语(+其他他鲁语群语言) \| \| \| \| |
|  |                                                                              |
|  | 傈僳语                                                                       |
|  |                                                                              |
|  | 腊罗语、拉邬语(+其他他鲁语群语言)                                            |
|  |                                                                              |

|  | 傈僳语                            |
|  |                                   |
|  | 腊罗语、拉邬语(+其他他鲁语群语言) |
|  |                                   |

David Bradley (2007):349-424认为傈僳语、里泼语和拉慕语组成“傈僳语组”。
其他傈僳语组语言还有：
- 密察语
- 拉慕语
- 留米语
- 腊罗语组：腊罗语、杨柳话、额喀语、芒地语、徐掌话
- 他鲁语群：他鲁语、拉邬语、崀峨语、塔古语、泼佩语、纳若语、跨恩斯话、跨玛斯话、莱兹斯话、子逋斯话、锁内嘎话、俄毛柔话

中国政府官方承认的6种彝语方言中下列2种属于Lama分类方案的傈僳语组。(其余四种属于彝语东南部方言)
- 西部彝语(腊罗语)
- 中部彝语(倮倮泼语)

倮倮泼语方言名称有厄尼蒲、羌夷、土族和香堂。

### 陈康 (2010)
陈康 (2010)给出“倮倮语群”下列方言，与Lama (2012)分类方案的傈僳语组对应。傈僳语的分类地位未注明。另外列上每种方言主要使用的地区。
倮倮方言
- 倮倮次方言(lo̠21lo̠33pʰo21): 60万使用者，楚雄彝族自治州所有县
- 腊鲁次方言

- - 腊鲁语(la21lu̠33pa21)：25万使用者，大理、巍山、弥渡、永平、保山等地
  - 腊罗语(la21lo̠21ɣɑ55ly55)：25万使用者，大理、巍山、昌宁、南江、临沧、双江、弥渡、景栋、景谷等地
- 里泼次方言
  - 里泼土语 (li33pʰo21)：20万使用者，禄劝、武定、华坪等地
  - 拉务语(la21u21)：5万使用者，永胜县
  - 塔鲁语(tʰa21lu55)：5万使用者，永胜县、华坪县等地
  - 堂郎让语(tʰo33lo33za33)：2千余使用者，丽江市玉龙纳西族自治县太安乡

### 其他语言
《楚雄彝族自治州民族志》 (2013:364)给出下列罗罗濮语和楚雄州其它彝语的同源词百分比。
- 阿车语：74.86% (211/282)
- 车苏语：55% (155/282)
- 罗武语：75.89% (214/282)
- 山苏语：78.4% (221/282)
- 里濮语：93.36% (253/271)

范秀琳等 (2017)列出他鲁语群的以下语言，使用者是被南诏自大理市区域遣送至云南西北部的士兵的后代。他鲁语群与腊罗语、倮倮泼语和里泼语关系最近，它们都共享a¹toL“火”的词汇创新。它们主要分布在永胜县和鹤庆县。泼佩语分布在华坪县，俄毛柔话分布在洱源县。
- 他留语、纳咱语
- 崀峨语、拉务语
- 塔古语
- 泼佩语(水田)
- 纳若语(水田)
- 跨恩斯话
- 跨玛斯话
- 莱兹斯话
- 子逋斯话
- 锁内嘎话
- 俄毛柔话

攀枝花市米易县北部普威镇的他志语可能也是他鲁语群语言。
范秀琳 (2010:7)还认为弥渡县的Wotizo(wɔ21 ti33 zɔ21)语很可能和倮倮泼语有关。
范秀琳 (2010)列出下列4种外围腊罗语。Hsiu (2017)认为阿鲁语也可能是外围腊罗语。
- 杨柳话
- 额喀语
- 芒地语
- 徐掌话

Bradley (2007)认为撒马堵语也属于腊罗语群。
金平苗族瑶族傣族自治县土老话(分布在勐桥乡新寨村鱼嘎底和大寨乡箐脚村老王寨两个村)可能也属于傈僳语组，不过因为缺乏数据不能确定。
其他可能属于傈僳语组的语言有(另见较不知名的缅彝语言列表)：
- 云县中部：改积
- 永德县东北部：改苏(西)
- 鹤庆县六合彝族乡：葛泼(西)
- 永德县乌木龙彝族乡(可能还包括勐板乡)：棚子
- 永德县乌木龙彝族乡和勐板乡：蒜
- 镇康县(6千人)和永德县(1500人)：撒马堵(西)

倮倮泼语方言有：
- 厄尼蒲：南涧县(1.1万人)和巍山彝族回族自治县(5千人)
- 骂池：永仁县东北永定镇太平地村骂池[11]
- 羌夷：祥云县(9千人)和宾川县(1千人)
- 土族：祥云县
- 香堂：云南西南部
- 洗期麻：云县中部

下面是彝语中部方言使用者的内名，摘自《云南省志：少数民族语言文字志》 (1997:57)：
- lo22lo33 pʰo21 (倮倮泼语)
- li33 pʰo21 (里泼语)
- mi˥tɕʰe21 pʰo21 (密察语)
- kɚ33sɨ33 pʰo21
- ɬɚ33su pʰo21 (勒苏语)

## 创新
邱富元(2012)给出下列原始彝语到傈僳语组的音变。
- *m- > Ø-
- *m- > p-